# Moje borůvkové noci
Moje borůvkové noci je koprodukční film Kar Wai Wonga z roku 2007. Film získal nominaci na Zlatou palmu na festivalu v Cannes.

## Obsah
Elizabeth (Norah Jones) je po rozchodu s přítelem. Vydává se na cesty po Americe, na kterých potkává lidi a zažívá s nimi nezvyklé situace, ať už jde o majitele nonstop kavárny Jeremyho (Jude Law), zoufalou hazardní hráčku Leslie (Natalie Portman) nebo manželský pár s nefunkčním vztahem. Tyto zážitky mají vliv na její přístup k životu, vztahům i k ní samotné. Objevuje novou cestu - tu, na jejímž konci čeká opravdová láska.

## Recenze
- Moje borůvkové noci / My Blueberry Nights – 60 % na Idnes -